# Condizioni di vita degli schiavi negli Stati Uniti d'America

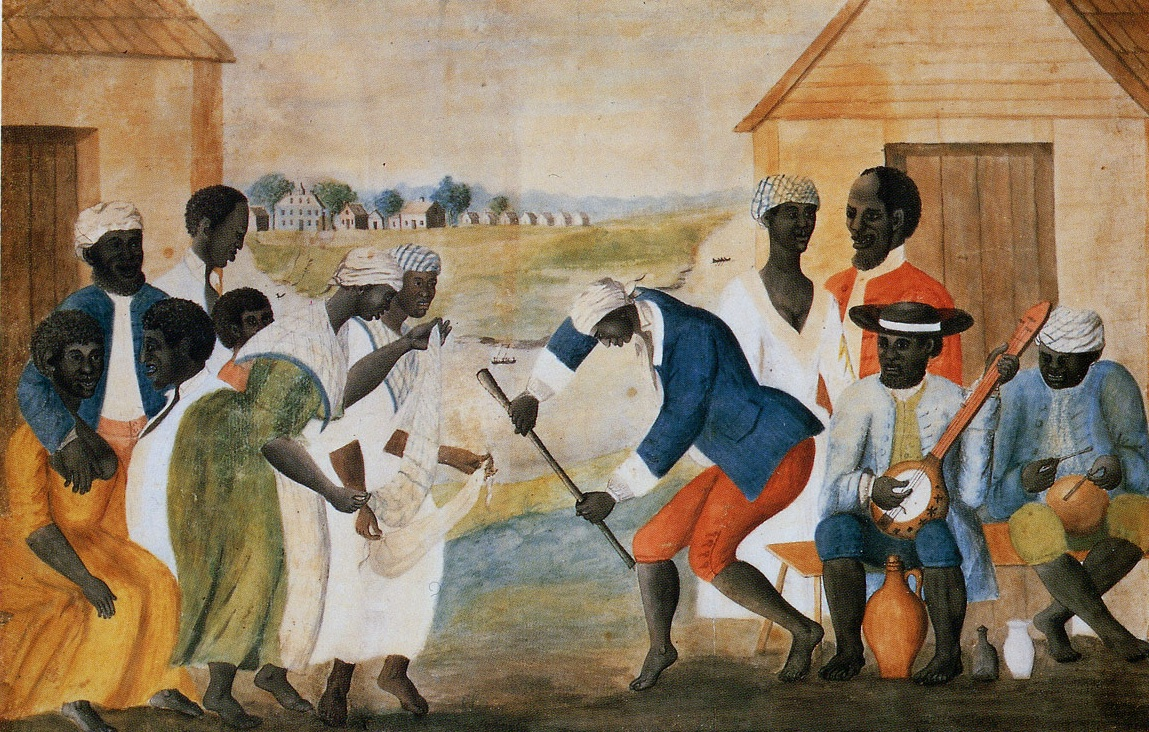
The Old Plantation, quadro del 1790 che ritrae alcuni schiavi in una piantagione

Le condizioni di vita degli schiavi negli Stati Uniti d'America dipendevano principalmente dall'epoca alla quale ci si riferisce e al luogo che si prende in esame. Generalmente però le condizioni di vita erano pessime, caratterizzate da brutalità dei padroni, degradazione e disumanità. Le frustate per insubordinazione, le esecuzioni e gli stupri erano all'ordine del giorno, fatta eccezione per quei pochi schiavi che erano specializzati in lavori di grande rilievo, come i medici. Trattamenti migliori durante il lavoro erano riservati anche agli schiavi in affitto, poiché non di diretta proprietà dei coltivatori. L'istruzione gli veniva generalmente negata, per impedire l'emancipazione intellettuale che avrebbe potuto instillare negli schiavi l'idea di fuga o di ribellione.
Le cure mediche di solito erano somministrate dagli stessi schiavi, che avevano conoscenze mediche o possedevano nozioni di medicina tradizionale importata dall'Africa, oppure erano i familiari dei padroni ad occuparsene.
In alcuni stati le funzioni religiose erano vietate, per impedire che gli schiavi in gruppo potessero organizzarsi, preparando una ribellione.
Le punizioni per gli schiavi insubordinati erano fisiche, come frustate, bruciature, mutilazioni, marchiatura a fuoco, detenzione e impiccagione. Talvolta le punizioni erano elargite senza un motivo preciso, ma solo per rinnovare la posizione dominante dei padroni. Gli schiavisti negli USA spesso abusavano sessualmente delle schiave, e le donne che opponevano resistenza erano solitamente uccise. L'abuso sessuale era parzialmente radicato nella cultura degli Stati del sud, nei quali la donna, indipendentemente dal fatto che fosse bianca o nera, era comunque considerata come proprietà o oggetto. Per preservare la "razza pura" erano severamente vietati rapporti sessuali tra donne bianche e uomini neri, ma ironicamente lo stesso divieto non era previsto per i rapporti tra uomini bianchi e donne nere.

## Condizioni di vita
Nel 1850 una pubblicazione istruiva gli schiavisti su come produrre lo "schiavo ideale", attraverso 5 regole che i padroni avrebbero dovuto utilizzare per limitare al massimo i rischi e massimizzare il rendimento sul lavoro.
1. Mantenere una ferrea disciplina e una sottomissione incondizionata.
2. Instillare nello schiavo un senso personale di inferiorità, in modo che conoscesse quale fosse "il suo posto".
3. Incutere timore nelle menti degli schiavi.
4. Istruire i servitori affinché prestassero interesse agli affari del padrone.
5. Assicurarsi che gli schiavi fossero privi di cultura, di aiuto e fortemente dipendenti, privandoli di istruzione e divertimenti.

### Brutalità
Secondo quanto scrivono gli storici  il trattamento degli schiavi era duro e disumano. Mentre camminavano in pubblico o durante il lavoro, potevano essere fatti oggetto di violenza gratuita da chiunque, senza che questo fosse vietato. Davis scrive che lo schiavismo delle piantagioni era considerato come un capitale sociale, e che:
"Non dobbiamo mai dimenticare che questo 'capitale sociale' nel profondo sud era essenzialmente governato con il terrore. Anche il più umano degli schiavisti sapeva che solo con la violenza si poteva costringere masse di braccianti a lavorare dall'alba al tramonto con disciplina, che oggi potrebbe essere vista come 'regolare addestramento dell'esercito'. Le frequenti fustigazioni pubbliche ricordavano agli schiavi quali pene spettavano per inefficienza sul lavoro, condotta disordinata e il rifiuto di accettare l'autorità superiore."
Il trattamento degli schiavi tendeva ad essere più duro nelle grandi coltivazioni, dove i servitori erano alla mercé dei supervisori senza la presenza del padrone, a differenza delle piccole piantagioni dove il rapporto più stretto tra schiavista e manodopera solitamente permetteva trattamenti più umani.

### Trattamento umano
Dopo il 1820 alcuni schiavisti, in seguito al divieto di importare nuovi schiavi dall'Africa, iniziarono a migliorare le loro condizioni di vita, per ridurre la possibilità che questi potessero pensare ad una rivolta o ad una fuga.
Alcuni sostenitori della pratica dello schiavismo affermavano pertanto che molti schiavi erano contenti della propria situazione, ma l'ex schiavo e abolizionista J. Sella Martin affermava che l'apparente benestare di molti servitori alla loro situazione era solo una reazione psicologica agli eccessi di disumana brutalità ai quali erano sottoposti, come il veder vendere a un'asta la propria moglie e il vedere le proprie figlie stuprate.

### Istruzione e accesso all'informazione
Gli schiavisti avevano il timore che i servitori potessero organizzare rivolte o tentassero di scappare. Molti padroni tentarono di ridurre i rischi minimizzando l'esposizione degli schiavi al mondo esterno limitandolo alle coltivazioni e i luoghi di lavoro. Il farli vivere costantemente in cattività li avrebbe privati dell'aspirazione alla libertà, effettuando su di essi al contempo una pressione psicologica tale che avrebbe annichilito le loro facoltà mentali.
L'istruzione degli schiavi era spesso negata, poiché si aveva timore che la conoscenza, e in particolare il saper leggere e scrivere, avrebbe potuto fornire ai servitori una cultura del mondo esterno tale da instillare sintomi di ribellione. Nella metà del XIX secolo gli stati schiavisti resero illegale l'istruzione degli schiavi, come ad esempio in Virginia, dove una legge del 1841 disponeva che chi contravveniva a tale reato era punito con venti frustate se schiavo, mentre all'insegnante era elevata una multa pari a 100 sterline. Nella Carolina del Nord le pene erano più severe, 39 frustate per gli schiavi e 250 dollari per gli insegnanti. Nel Kentucky l'istruzione non era illegale, ma era comunque inesistente.
Nel Missouri al contrario alcuni schiavisti permisero ai loro servitori di accedere all'istruzione, talvolta esortandoli a provvedere essi stessi alla propria formazione letteraria.

### Condizioni di lavoro
Nel 1840, a seguito della rivolta di Stono, il Maryland ratificò alcune leggi che regolavano le ore di lavoro per gli schiavi, ponendo un limite di 15 ore al giorno d'estate e 14 ore in inverno, mentre veniva fatto divieto di farli lavorare di domenica. Qualcuno sostiene però che tali leggi apparentemente compassionevoli erano solo dettate dal timore di nuove rivolte, un tentativo di pacificare il malcontento crescente nella popolazione di schiavi.

### Cure mediche
Le cure sanitarie che venivano sottoposte agli schiavi presentano dati discordanti. Alcuni storici concludono che le cure erano identiche a quelle a cui avevano accesso i bianchi, poiché gli schiavisti volevano preservare il valore delle loro "proprietà", altri storici giungono invece alla conclusione che i trattamenti medici fossero scarsi e negligenti, altri ancora invece supportano l'idea che gli schiavisti non si curassero affatto delle condizioni di salute dei propri schiavi, ma che questi provvedevano autonomamente alle proprie cure.
Secondo alcuni storici in tutto il sud coesistevano contemporaneamente due sistemi sanitari distinti, uno per i bianchi e uno per gli schiavi, con i secondi costretti a trattamenti medici scarsi. Ai neri veniva negato l'ingresso nelle scuole di medicina, per contro però solo i neri potevano prestare cure sanitarie ai loro simili, e questo sistema è rimasto in uso fino alla definitiva abolizione della schiavitù con il proclama di emancipazione di Lincoln. I medici neri avevano ruolo attivo nel trattamento sanitario delle comunità afroamericane in Virginia, ma solo nella misura in cui una legge del 1748 gli permetteva, che impediva loro di insegnare ad altri tali pratiche.
Le cure mediche nelle comunità di schiavi erano generalmente prestate da altri servitori, oppure dagli stessi schiavisti e i loro famigliari, e raramente veniva chiamato un medico esterno. Le donne, bianche e nere, in particolare, erano quelle che maggiormente si prendevano cura del malato. Alcuni schiavi possedevano conoscenze rudimentali di medicina, e le loro abilità nella preparazione di rimedi erboristici o nella pratica di ostetricia veniva usata sia per i bianchi che per i neri nella casa padronale. La scarsa qualità delle cure mediche offerte dagli schiavisti contribuì alla sopravvivenza di alcune pratiche tipiche dell'Africa, che gli schiavi utilizzavano per cercare di curarsi a vicenda. Nel Missouri gli schiavisti solitamente provvedevano in maniera adeguata alle cure mediche, alcuni per umanità, ma principalmente per mantenere la produttività degli schiavi e per proteggere i propri investimenti.
Era pratica comune inoltre che i medici bianchi facessero esperimenti sugli schiavi senza che questi acconsentissero o fossero a conoscenza di tali esperimenti, e solitamente queste ricerche servivano per illustrare nelle pubblicazioni gli stati patologici di certe malattie.

### Religione
Nei primi anni del XVII secolo in alcune colonie era possibile ottenere la libertà convertendosi al Cristianesimo, ma tale metodo fu abolito pochi decenni più tardi.
In Virginia nel 1725 fu garantito agli schiavi il diritto di poter creare la propria chiesa, dando vita alla Prima Chiesa dei Battisti di colore.
Nella Carolina del Sud le leggi permettevano l'utilizzo della forza per interrompere qualunque funzione religiosa alla quale vi avessero preso parte una quantità di neri superiore alla metà del totale.

### Guadagni e proprietà
Era usanza comune tra gli schiavisti pagare una piccola somma ai servitori a Natale, e alcuni permettevano agli schiavi di poter guadagnare con attività proprie e di partecipare alle scommesse. Lo schiavo Denmark Vesey è conosciuto per aver vinto una lotteria comprandosi così la propria libertà.

### Paragoni con i lavoratori liberi
Secondo Robert Fogel le condizioni di vita materiali degli schiavi, ovvero la differenza tra quanto prodotto e quanto ricevuto in cambio, erano migliori di quelle dei lavoratori liberi. Secondo Fogel non erano paragonabili agli standard moderni, ma le sue stime dicono che durante la sua intera esistenza lo schiavo si vedeva restituire materialmente almeno il 90% di quanto prodotto. Secondo un sondaggio il 58% degli storici e il 42% degli economisti non concordano però con queste stime.
Gli schiavi non erano considerati soggetti del diritto, a meno che questi non si fossero macchiati di un crimine. Una corte dell'Alabama stabilì che gli schiavi erano trattati come persone unicamente nel caso in cui fossero giudicati per crimini commessi, poiché esseri senzienti, mentre in tutti gli altri casi essi erano considerati oggetti, poiché privi dei diritti posseduti dai cittadini.

## Punizioni e abusi
Le punizioni per gli schiavi insubordinati erano fisiche, come frustate, bruciature, mutilazioni, marchiatura a fuoco, detenzione e impiccagione. Talvolta le punizioni erano elargite senza un motivo preciso, ma solo per rinnovare la posizione dominante dei padroni. Gli schiavisti negli USA spesso abusavano sessualmente delle schiave, e le donne che opponevano resistenza erano solitamente uccise. L'abuso sessuale era parzialmente radicato nella cultura degli Stati del sud, nei quali la donna, indipendentemente dal fatto che fosse bianca o nera, era comunque considerata come proprietà o oggetto. Per preservare la "razza pura" erano severamente vietati rapporti sessuali tra donne bianche e uomini neri, ma ironicamente lo stesso divieto non era previsto per i rapporti tra uomini bianchi e donne nere.
Chi puniva gli schiavi usava anche armi come coltelli, pistole, arnesi agricoli e oggetti trovati sul momento, ma la frusta era lo strumento più utilizzato. Secondo la testimonianza di alcuni schiavi le frustate erano le punizioni di gran lunga più frequenti, ma sono riportati casi in cui gli schiavi erano stati picchiati a morte, per aver offeso un bianco, per aver colpito un altro nero o per aver scatenato una rissa nel quartiere.
Gli schiavi che lavoravano nelle piantagioni erano quelli che subivano più spesso le punizioni, le quali potevano essere somministrate dai padroni, dalle mogli e dai bambini maschi di questi o dai supervisori nei campi.
Nei racconti giunti fino ai nostri giorni vengono descritti da ex schiavi le crudeli punizioni a cui venivano sottoposte le donne, che durante le frustate urlavano e pregavano. Se una donna era incinta gli altri schiavi scavavano una buca per farle riposare il ventre mentre veniva frustata. Dopo che molti schiavi erano stati frustati, i sorveglianti aprivano le ferite e vi spalmavano sopra trementina e peperoncino. Alcune testimonianze riportano di alcuni supervisori che spalmavano lardo misto a polvere con un mattone su tutto il corpo di uno schiavo appena frustato.
Una delle punizioni a cui erano sottoposti gli schiavi consisteva nel portare un pesante collare di metallo. Spesso questi collari erano provvisti di spuntoni interni che rendevano difficili i movimenti durante il lavoro e impedivano allo schiavo di dormire sdraiato. Un ex schiavo testimonia che una volta un nero fuggitivo fu catturato, venne marchiato a fuoco e rivestito con del legno a forma di campana, dalla quale uscivano solo le braccia. La campana gli fu tolta come regalo di natale.

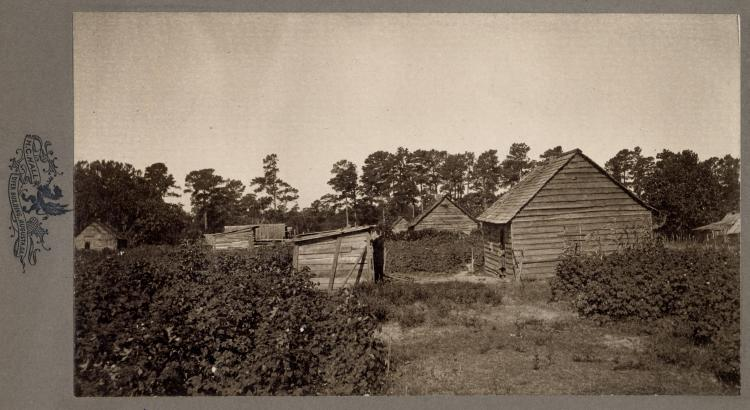
Capanni degli schiavi nelle piantagioni

Gli schiavi erano puniti per le più svariate ragioni, molte delle quali riguardavano la lentezza sul lavoro o infrazioni come la fuga, che era proibita per legge, oppure per insubordinazione. Le punizioni per gli schiavi deviati erano elargite in modo da non far calare la loro produttività nei campi. Solitamente venivano puniti di fronte agli altri schiavi per dare un esempio. Testimonianze riportano di una donna, che aveva aiutato alcuni uomini a ribellarsi, che venne accoltellata ripetutamente a morte di fronte agli schiavi che dovevano essere ancora puniti.
La marchiatura a fuoco degli schiavi per l'identificazione era un'usanza comune nell'epoca coloniale, ma nel XIX secolo diventò una pratica punitiva. Mutilazioni fisiche, come castrazioni e amputazione delle orecchie, erano relativamente comuni nel periodo coloniale, e furono punizioni utilizzate fino al 1830. Qualunque punizione era permessa per uno schiavo fuggitivo, e molti riportavano ferite da colpi di fucile o morsi di cane inflitti durante la cattura.
Nel 1717 la legge del Maryland negava il ricorso ad un processo con giuria agli schiavi per reati minori, e incaricava il giudice della contea di comminare pene fino a 40 frustate. Nel 1729 erano permesse pene severe come impiccagione, decapitazione e squartamento in pubblico.
Nel 1740 la Carolina del Sud varò una legge che proibiva la crudeltà sugli schiavi, ma questi potevano comunque essere condannati a morte in alcune circostanze. La legge anticrudeltà proibì il taglio della lingua, la privazione degli occhi, la castrazione, le ustioni e l'amputazione di arti, ma la stessa legge permetteva le frustate, la marchiatura a fuoco e la detenzione.

### Legislatura
Per legge gli schiavisti potevano essere multati nel caso in cui non avessero punito gli schiavi fuggiaschi catturati. Non solo i codici degli schiavi autorizzavano l'uso della violenza, immunizzando chi vi faceva ricorso contro gli schiavi, ma la crudeltà verso di essi era imposta. Sia gli schiavi che i neri liberi ricadevano nelle regole dei Black Codes ("Codici neri"), con i quali venivano limitati i diritti e le libertà della popolazione di colore, e venivano monitorati dalle cosiddette "pattuglie degli schiavi", reclutate dalla popolazione bianca. Le pattuglie erano autorizzate a somministrare punizioni sommarie contro i fuggitivi. Durante queste punizioni talvolta gli schiavi venivano feriti in modo grave o uccisi.

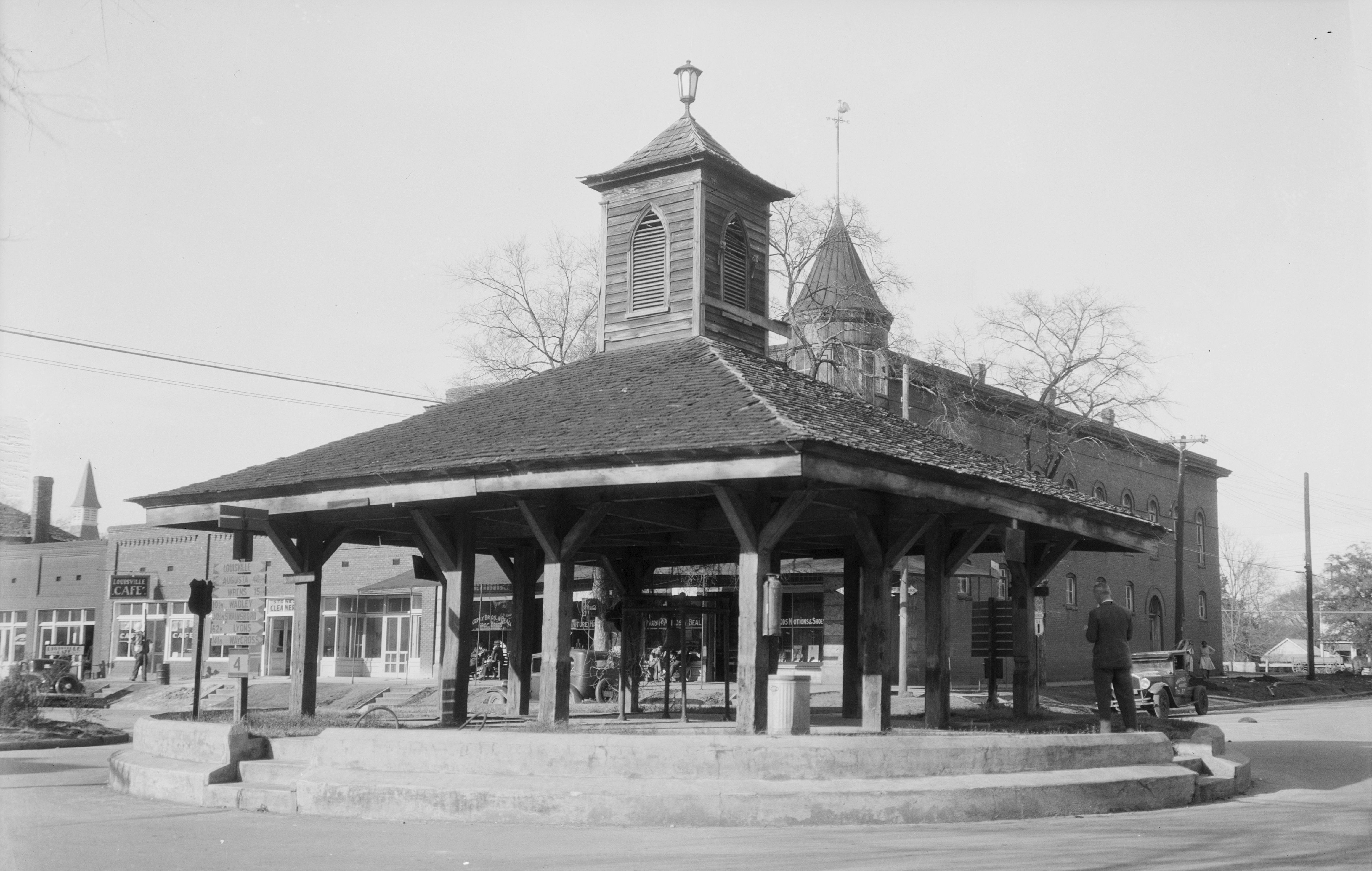
Mercato di schiavi sulla pubblica piazza, Louisville, Georgia

#### Codici degli schiavi
Le colonie schiaviste in America avevano leggi che regolavano il controllo e la punizione degli schiavi, chiamate Codici degli schiavi. La Carolina del Sud varò il suo primo codice nel 1712, basandolo su quello impiegato dagli inglesi nelle Barbados. Il codice della Carolina del Sud servì da modello per le altre colonie. La Georgia adottò lo stesso codice nel 1770, seguita dalla Florida. Questo codice prevedeva, tra le altre, queste regole:
- Agli schiavi era proibito lasciare le proprietà del padrone, se non con un permesso o accompagnato da un bianco. Se lo schiavo lasciava la proprietà del padrone senza permesso qualunque persona bianca poteva punirlo.
- Qualunque schiavo che tentava di fuggire e lasciare la colonia (successivamente lo Stato) riceveva la pena di morte.
- Qualunque schiavo evaso catturato dopo 20 giorni o più veniva frustato pubblicamente se alla prima infrazione, marchiato a fuoco con la lettera "R" sul braccio destro alla seconda, privato di un orecchio se assente da 30 giorni o più alla terza infrazione e castrato alla quarta infrazione.
- I padroni che si rifiutavano di punire i propri schiavi venivano multati e privati della proprietà dei loro schiavi.
- Le case degli schiavi dovevano essere perquisite ogni due settimane, alla ricerca di refurtiva o armi nascoste. Per queste infrazioni si poteva perdere un orecchio, si poteva essere marchiati a fuoco, privati del naso e, alla quarta infrazione, si veniva messi a morte.
- Nessuno schiavo poteva essere pagato per lavorare, piantare mais, piselli o riso, per allevare maiali, bovini o cavalli. Agli schiavi era proibito possedere una barca o saperla usare, e gli erano interdette attività come vendita o acquisto di beni. Gli era inoltre proibito mettere abiti migliori di quelli destinati ai negri.

La Carolina del Sud riformò poi il codice nel 1739, con questi emendamenti
- Agli schiavi non era permesso scrivere, non dovevano lavorare di domenica e il limite orario di lavoro doveva essere di 15 ore giornaliere in estate e 14 in inverno.
- L'uccisione intenzionale di uno schiavo comportava una multa di 700 sterline, mentre un delitto per "passione" comportava una sanzione dimezzata.
- La multa per chi aiutava uno schiavo fuggitivo era di 1000 dollari, in più si poteva essere condannati al carcere fino a un anno.
- Una multa di 100 dollari e 6 mesi di reclusione erano le pene per chi utilizzava un qualunque nero o schiavo come impiegato.
- Una multa di 100 dollari e 6 mesi di reclusione erano le pene per chiunque avesse venduto o ceduto alcolici agli schiavi.
- Una multa di 100 dollari e 6 mesi di reclusione erano le pene per chiunque avesse insegnato a uno schiavo a leggere e scrivere, mentre poteva essere condannato a morte chi avesse fatto circolare tra gli schiavi letteratura "scomoda".
- La liberazione di uno schiavo era proibita, eccetto per atto legale, e dopo il 1820 solo con il permesso della legislatura.

I codici degli schiavi delle "colonie del tabacco", Delaware, Maryland e Carolina del Nord, erano modellate sul codice in vigore in Virginia, stilato inizialmente nel 1667. Il codice in vigore in Virginia dal 1682 includeva i seguenti emendamenti:
- Agli schiavi era proibito il possesso di armi.
- Agli schiavi era proibito lasciare la piantagione del padrone senza permesso
- Agli schiavi era proibito alzare le mani sui bianchi, anche se per difesa personale
- Uno schiavo fuggiasco che si rifiutava di arrendersi poteva essere ucciso senza processo.

### Padroni condannati per crimini contro gli schiavi
Nel 1811 Arthur William Hodge è stato il primo schiavista condannato a morte per l'uccisione di uno schiavo nelle Indie occidentali britanniche. Non fu comunque il primo bianco ad essere stato condannato per l'uccisione di uno schiavo. I documenti dell'epoca riportano almeno due precedenti. Il 23 novembre del 1739, a Williamsburg in Virginia, due uomini bianchi sono stati impiccati per l'assassinio di uno schiavo nero appartenuto a un altro bianco. Il 21 aprile del 1775 il quotidiano di Fredericksburg Virginia Gazette riporta di un uomo impiccato per l'assassinio di un suo schiavo nero.
Le leggi che punivano i bianchi per gli abusi sugli schiavi erano comunque deboli e potevano essere facilmente ostacolate. In un caso giudiziario il difensore, con una giuria composta da soli bianchi, giustificò la punizione affermando che questi stava organizzando un incontro illegale, nel quale discutere di ribellione, si era rifiutato di arrendersi e aveva resistito all'arresto con la forza.

## Relazioni sessuali e stupri

### Stupri e abusi sessuali
Gli schiavisti degli Stati Uniti abusarono ampiamente delle schiave con stupri e abusi sessuali, molte di queste si ribellavano, ma rischiavano di essere uccise.
Le leggi sullo stupro negli Stati del sud avevano due standard ben precisi. I neri accusati di stupro nel periodo coloniale erano spesso castrati, ma prima della guerra di indipendenza potevano anche essere condannati a morte. Gli uomini bianchi che avessero stuprato una schiava nera non erano invece condannabili ad alcuna pena.
L'attivista Angela Davis sostiene che lo stupro sistematico delle schiave era analogo al concetto di ius primae noctis. Sostiene inoltre che gli stupri erano un sistema degli schiavisti per estinguere ogni spirito di resistenza nelle schiave, per ridurle ad una bassa forma animale.
I bambini nati dallo stupro erano comunque schiavi, ereditando la posizione della madre, a meno che non venissero liberati dal padrone.

### Allevamento di schiavi
Gli schiavisti utilizzarono la pratica di"allevamento" degli schiavi, influenzando la loro riproduzione per accrescere le "proprietà" e i propri guadagni. In questi allevamenti venivano costretti rapporti sessuali anche senza il consenso degli schiavi, promuovendo le gravidanze, i rapporti sessuali tra le schiave e i padroni con lo scopo di produrre bambini schiavi e concedendo favori per le schiave che avessero dato alla luce più figli.
Il premio Nobel per l'economia Robert Fogel ha causato molte controversie dissentendo dalla ricostruzione di alcuni storici secondo cui gli allevamenti e lo sfruttamento sessuale avrebbero distrutto le famiglie nere. Fogel sostiene che la famiglia era la base sociale dell'organizzazione schiavista, ed era nell'interesse economico del padrone favorire la stabilità di essa, e che molti padroni si sarebbero comportati in questo modo. Molte vendite sarebbero state di intere famiglie, o di singoli individui che avevano già raggiunto un'età in cui era normale per loro separarsi dalle radici. Ma le testimonianze dirette smentiscono le ipotesi di Fogel. Uno schiavo del Maryland di nome Frederick Douglas ha riportato di sistematiche separazioni di famiglie di schiavi e numerosi stupri che avevano lo scopo di far procreare. Inoltre le corti dell'epoca riportano alcuni casi esplicativi, come quello di Margaret Garner, schiava del Missouri nel XIX secolo, che ha ucciso il proprio padrone dopo essere rimasta incinta per la terza volta ad opera sua.

### Famiglie
Nelle prime fasi dell'epoca coloniale gli schiavi erano prevalentemente maschi, ma negli anni il rapporto uomini-donne si è fatto sempre più equilibrato, creando un sistema in cui intere famiglie erano vendute e controllate.
Gli schiavi erano costantemente a rischio di perdere qualche famigliare se il padrone decideva di venderlo per profitto, per punizione o per saldare i debiti. Alcuni schiavi si rivalevano uccidendo i propri padroni o i supervisori, bruciando i fienili, uccidendo i cavalli o lavorando lentamente.
Nel 1930, i membri del Federal Writers' Project intervistarono alcuni ex schiavi registrando la loro voce. Nel 2007 le interviste sono state rimasterizzate e incise su moderni CD e pubblicate su libro, in collaborazione con la Library of Congress, lo Smithsonian Institution e la National Public Radio.
Nella pubblicazione ci sono esempi di famiglie schiavizzate i cui componenti sono stati venduti in altri stati, così come sono presenti le storie di abusi sessuali perpetrati dagli schiavisti, che avevano il potere assoluto sulle loro "proprietà".

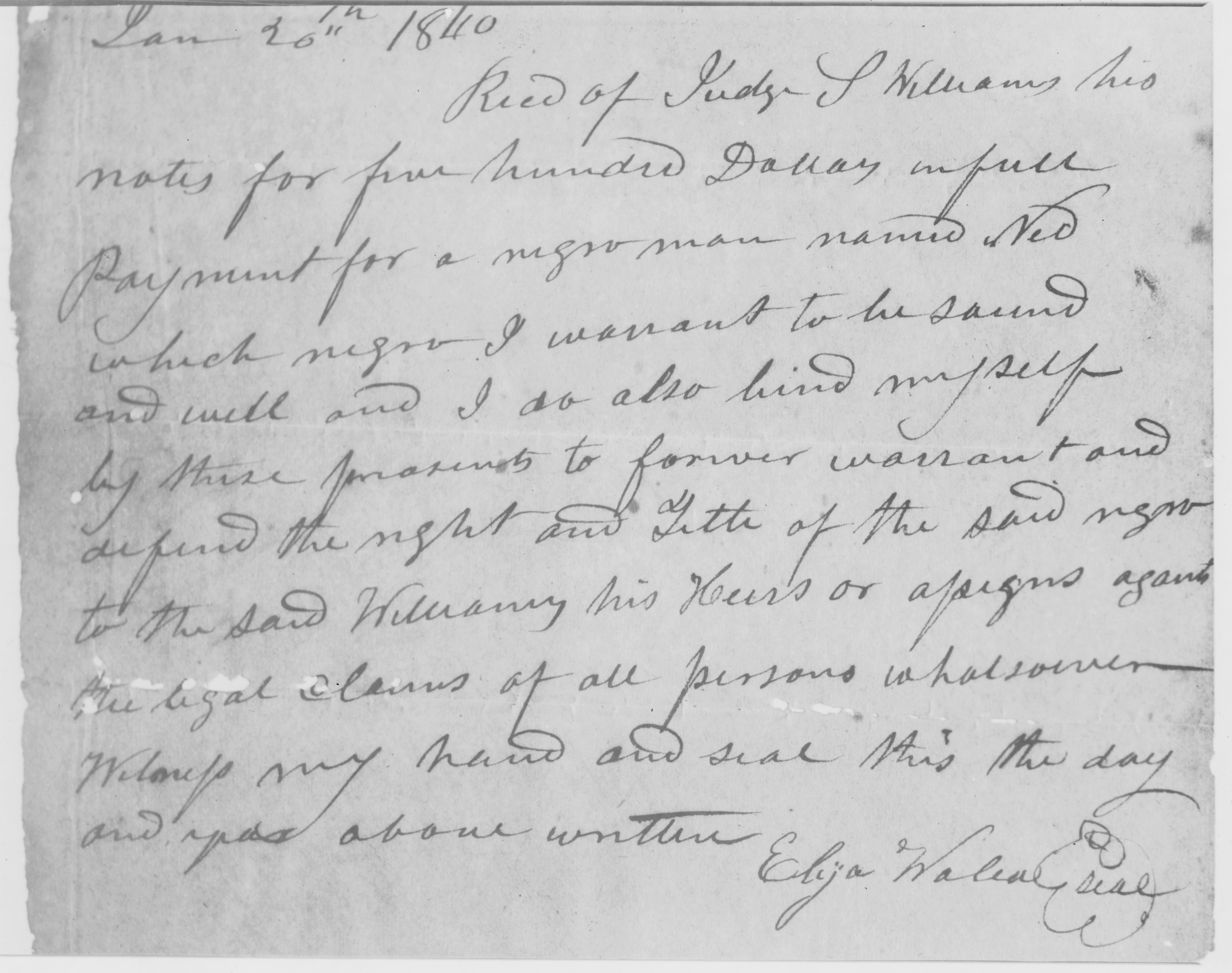
Contratto di acquisto di uno schiavo per 500 dollari, pari a 10.300 dollari del 2007

### Stereotipi sulle schiave
Le schiave erano spesso inquadrate nello stereotipo di donne promiscue e lussuriose, intente a indurre in tentazione il proprio padrone per trascinarlo in un rapporto sessuale. In realtà lo stereotipo serviva a motivare parzialmente i continui stupri ai quali le schiave erano sottoposte. Inoltre lo stereotipo fu amplificato dal fatto che le donne erano costrette a lavorare seminude nei periodi caldi, e venivano vendute nelle aste mostrando parti nude del loro corpo.

### Concubine e schiave sessuali
Molte schiave, definite in gergo "cameriere fantasia" erano vendute come concubine o prostitute, questo tipo di transazioni prendeva il nome di "fancy trade". Le schiave concubine erano le uniche ad essere vendute ad un prezzo più alto di un maschio forte e capace.

### Figli delle relazioni padrone-schiava
La prole nata dagli stupri delle schiave da parte dei padroni aveva generalmente i tratti caratteristici del mulatto, termine dispregiativo che indica la progenie nata da un rapporto tra un individuo bianco e uno nero. Poiché i tratti mulatti erano trasmessi anche da questi in un rapporto con individuo nero il numero di mulatti crebbe in maniera esponenziale nel XIX secolo. Nel 1850 erano 245.000, ma già dieci anni dopo si contavano 411.000 "mulatti" su una popolazione totale di 3.900.000 schiavi neri.
Se liberi, alcuni "mulatti" erano accettati come bianchi nella società, secondo le leggi vigenti, se avevano almeno 7/8 di antenati bianchi.
Il più famoso esempio di schiavo quasi bianco fu il presunto figlio di Thomas Jefferson, nato dalla schiava mulatta Sally Thompson, che aveva 3/4 di antenati bianchi. Gli europei che visitarono la Virginia nel XVIII secolo notarono l'alto numero di schiavi nati da rapporti misti.